# Liste bekannter Persönlichkeiten der Otto-von-Guericke-Universität Magdeburg
Die folgende Liste bekannter Persönlichkeiten der Otto-von-Guericke-Universität Magdeburg führt ohne Anspruch auf Vollständigkeit Studierende und Lehrende der Otto-von-Guericke-Universität in Magdeburg und ihrer Vorgängereinrichtungen Medizinische Akademie Magdeburg, Technische Universität Magdeburg und Pädagogische Hochschule Magdeburg auf. Weitere Persönlichkeiten siehe auch Liste bekannter Persönlichkeiten der Medizinischen Akademie Magdeburg.

## Professoren
- Holm Altenbach, Mechanik-Ingenieur, Leiter des Instituts für Mechanik, Inhaber des Lehrstuhls für Technische Mechanik
- Albrecht Bertram, Ingenieurwissenschaftler, ehemaliger Professor sowie Leiter des Lehrstuhls für Festigkeitslehre
- Claudia Buch, Präsidentin des Instituts für Wirtschaftsforschung Halle und Vizepräsidentin der Bundesbank
- Ulrich Burgard, Wirtschaftsrechtler
- Serban-Dan Costa, Gynäkologe
- Martin Dreher
- Erhard Forndran
- Ulrich Gabbert, Maschinenbauingenieur und ehemaliger Inhaber des Lehrstuhls für Numerische Mechanik am Institut für Mechanik
- Ernst-Joachim Gießmann war Physiker und von 1956 bis 1962 Rektor der Technischen Hochschule, anschließend wurde er Staatssekretär und bis 1970 Minister für Hoch- und Fachschulwesen in der DDR
- Horst Hollatz, Mathematiker
- Dagmar Käsling-Lühnenschloß, Sportwissenschaftlerin und Olympiasiegerin
- Roland Kirstein, Volkswirt, war von 2012 bis 2023 Präsident der German Law and Economics Association / Gesellschaft für Recht und Ökonomik e.V.
- Raj Kollmorgen, Soziologe
- Ulrich Korn, Automatisierungsingenieur und Dekan der Fakultät Elektrotechnik und Informationstechnik
- Dieter Krause, Rechtsmediziner und Prorektor für Forschung von 2002 bis 2004
- Eva Labouvie
- Bernd-Peter Lange, Anglist
- Alfred Luhmer, Betriebswirtschaftler
- Winfried Marotzki
- Peter Neumann, Gründungsdirektor des Aninstituts für Automation und Kommunikation
- Wolfram Neumann
- Hans-Christian Pape
- Karl-Heinz Paqué war Finanzminister des Landes Sachsen-Anhalt im Kabinett Böhmer I
- Michael Pauen
- Klaus Erich Pollmann, Historiker und Rektor
- Claus Rautenstrauch, Wirtschaftsinformatiker
- Arno Ros
- Gunter Saake
- Bernhard Sabel, Medizinischer Psychologe und Spezialist bei der Behandlung von Sehbehinderungen
- Karim Sadrieh, Wirtschaftswissenschaftler und Professor für E-Business
- Sebastian Sager, Mathematiker und ERC Grant 2015
- Ronnie Schöb war zusammen mit Joachim Weimann Verfasser der Magdeburger Alternative
- Giselher Schuschke
- Jens Strackeljan Mechaniker und Rektor
- Heinz Töpfer war Gründungsdirektor der Sektion Technische Kybernetik und Elektrotechnik der Technischen Hochschule
- Joachim Weimann, Umweltökonom (Emissionsrechtehandel) und Verhaltensforscher, war zusammen mit Ronnie Schöb Verfasser der Magdeburger Alternative
- Wolfgang Weise
- Wolfgang Welsch
- Heinrich Wilhelmi war Gründungsdirektor des Instituts für Mess-, Steuer- und Regelungstechnik der Technischen Hochschule, des Vorläufers für das Institut für Automatisierungstechnik (IAT)
- Gerald Wolf
- Birgitta Wolff war Ministerin für Wissenschaft und Wirtschaft und Kultusministerin des Landes Sachsen-Anhalt im Kabinett Haseloff I

## Weitere Lehrende
- Lutz Trümper (* 1955) ist ein deutscher Politiker
- Rumjana Rusewa Schelewa (* 1969) bulgarische Politikerin (u. a. ehem. bulgarische Außenministerin) und Soziologin

## Studierende
- Kay Barthel (* 1971) ist ein deutscher Politiker (CDU)
- Christina Berger (* 1946, geborene Christina Hentze) ist eine deutsche Professorin für Werkstoffkunde
- Katrin Budde (* 1965) ist eine deutsche Politikerin (SPD)
- Arndt Borkhardt (* 1963) ist Kinderarzt und studierte an der Medizinischen Akademie Magdeburg
- Antje Buschschulte (* 1978) war Weltmeisterin im Schwimmen und Olympiamedaillengewinnerin
- Ulrich Jumar (* 1959) ist ein deutscher Ingenieur und Professor für Prozessautomatisierung
- Jens Klimek (* 1984) ist Musiker, Komponist und Chorleiter
- Werner Kriesel (1941–2022) studierte hier Regelungstechnik, war Hochschullehrer für Automation und Kommunikation an der TH Magdeburg und der TH Leipzig
- Karsten Kruschel (* 1959) ist ein deutscher Schriftsteller und Publizist
- Uwe Küster (1945–2014) war Parlamentarischer Geschäftsführer der SPD-Bundestagsfraktion und studierte an der Technischen Hochschule
- Madeleine Linke (* 1992) ist eine deutsche Politikerin (Bündnis 90/Die Grünen) und Landesvorsitzende in Sachsen-Anhalt
- Johannes Mallow (* 1981) wurde 2012 Gedächtnisweltmeister
- René Mantke ist Viszeralchirurg und Prodekan an der Medizinischen Hochschule Brandenburg
- Helga Mateoschat (1934–2022) war Kinderärztin und Verdienter Arzt des Volkes, Matrikelnummer 4 der Medizinischen Akademie
- Helge Meeuw (* 1984) war Europameister im Schwimmen und Olympiamedaillengewinner
- Alexandra Mehnert (* 1974) deutsche Politikerin (Europaabgeordnete)
- Madeleine-Rita Mittendorf (* 1950) ist eine deutsche Politikerin der SPD und war Landtagsabgeordnete in Sachsen-Anhalt
- Nguyen Thien Nhan (* 1953) vietnamesischer Politiker (u. a. Vize-Premierminister Vietnams von 2007 bis 2013) studierte an der Technischen Hochschule
- Axel Ockenfels  (* 1969) ist ein deutscher Wirtschaftswissenschaftler und  Gottfried-Wilhelm-Leibniz-Preis-Träger
- Raila Odinga (* 1945) war kenianischer Ministerpräsident und studierte an der Technischen Hochschule
- Kai Pflaume (* 1967) ist Fernsehmoderator. Er studierte an der Technischen Hochschule
- Annemarie Reffert (* 1943) ist Chefärztin für Anästhesie und studierte an der Medizinischen Akademie Magdeburg
- Frank Schauer (* 1989) war Deutscher Meister im Marathonlauf und studiert Maschinenbau an der Otto-von-Guericke-Universität
- Chatuna Samnidse (* 1978) ist eine georgische Politikerin und Vorsitzende der Republikanischen Partei
- Dagmar Schipanski (1943–2022) studierte in Magdeburg Physik, war Professorin für Elektronik, Rektorin, Ministerin in Thüringen und kandidierte für das Amt als Bundespräsidentin
- Peter von Wichert (* 1935) ist Internist und studierte an der Medizinischen Akademie
- Hermann Winkler (* 1963) ist ein deutscher Politiker (CDU)